# Шмир, Франц
Франц Шмир (8 декабря 1680 — 22 ноября 1728, Фельдкирх) — германский богослов, канонист.
В 1696 году вступил в орден бенедиктинцев. В 1706 году получил степень доктора юриспруденции и стал профессором канонического права Зальцбургского университета, а 6 ноября 1713 года был избран ректором этого учебного заведения. Этот пост он формально занимал до конца жизни, однако уже в 1715 году сложил с себя профессорство и остаток жизни посвятил написанию богословских сочинений.
Главные работы: «Jurisprudentia canonico-civilis seu jus canonicum universum» (Зальцбург, 1716, 1728; другие издания в 1738 году и в Венеции в 1754 году); «Jurisprudentia publica universalis ex jure tun naturali tum divino positivo nec non jure gentium nova et scientifica methodo derivata» (там же, 1722; 4-e издание — 1742); «Consultationes canonicae de coauditoriis ecclesiarum perpetuis pro ecclesiis Germaniae electivis potissimum conscriptae» (1724); «Jurispr. practica consiliaria» (1737).